# Cousances-les-Forges
Cousances-les-Forges é uma comuna francesa na região administrativa de Grande Leste, no departamento de Meuse. Estende-se por uma área de 18,13 km². Em 2010 a comuna tinha 1 705 habitantes (densidade: 94 hab./km²).